# سيسبان منقاري
سيسبان منقاري (الاسم العلمي:Sesbania rostrata) هو نوع من النباتات يتبع جنس السيسبان من الفصيلة البقولية.